# Craig Muller
Craig Muller, född den 7 juni 1961, är en australisk roddare.
Han tog OS-brons i åtta med styrman i samband med de olympiska roddtävlingarna 1984 i Los Angeles.